# Aloe cheranganiensis
Aloe cheranganiensis ist eine Pflanzenart der Gattung der Aloen in der Unterfamilie der Affodillgewächse (Asphodeloideae). Das Artepitheton cheranganiensis verweist auf das Vorkommen der Art in den Cherangani-Hügeln in Kenia.

## Beschreibung

### Vegetative Merkmale
Aloe cheranganiensis wächst stammbildend und verzweigt von der Basis aus. Die Stämme erreichen eine Länge von bis zu 2 Meter und einen Durchmesser von 4 Zentimeter. Die eiförmig lanzettlichen Laubblätter sind an den Stammspitzen locker gehäuft. Die glauk-grüne Blattspreite ist bis 40 Zentimeter lang und 5 Zentimeter breit. Bei Jungtrieben sind auf der Blattoberfläche zerstreute, weißliche Flecken vorhanden. Die grünen, braun gespitzten Zähne am Blattrand sind 3 Millimeter lang und stehen 8 bis 13 Millimeter voneinander entfernt. Der Blattsaft ist gelb.

### Blütenstände und Blüten
Der Blütenstand besteht meist aus zwei Zweigen und erreicht eine Länge von 60 Zentimeter. Die dichten, zylindrisch spitz zulaufenden Trauben sind etwa 20 Zentimeter lang und 7 Zentimeter breit. Die eiförmig spitz zulaufenden Brakteen weisen eine Länge von 5 bis 8 Millimeter auf und sind 3 bis 4 Millimeter breit. Die leuchtend orangefarbenen Blüten sind an der Mündung gelb und stehen an 10 bis 20 Millimeter langen Blütenstielen. Die Blüten sind 27 bis 30 Millimeter lang und an ihrer Basis kurz verschmälert. Auf Höhe des Fruchtknotens weisen die Blüten einen Durchmesser von 7 Millimeter auf. Darüber sind sie nicht verengt. Ihre äußeren Perigonblätter sind auf einer Länge von 22 bis 25 Millimetern nicht miteinander verwachsen. Die inneren Perigonblätter sind zurückgeschlagen. Die Staubblätter und der Griffel ragen 6 bis 7 Millimeter aus der Blüte heraus.

### Genetik
Die Chromosomenzahl beträgt {\displaystyle 2n=28}.

## Systematik und Verbreitung
Aloe cheranganiensis ist im Norden von Kenia und in Uganda an der Grenze zu Kenia im offenen, laubabwerfenden Waldland auf felsig-sandigen Ebenen und  felsigen Hängen in Höhen von 1220 bis 1980 Metern verbreitet.
Die Erstbeschreibung durch Susan Carter und Peter Edward Brandham wurde 1979 veröffentlicht.

## Nachweise